# Menídi
Menídi är en ort i Grekland.   Den ligger i prefekturen Nomós Aitolías kai Akarnanías och regionen Västra Grekland, i den centrala delen av landet, 250 km nordväst om huvudstaden Aten. Menídi ligger 4 meter över havet och antalet invånare är 1 110.
Terrängen runt Menídi är kuperad åt nordost, men åt sydväst är den platt. Havet är nära Menídi åt sydväst. Runt Menídi är det ganska glesbefolkat, med 32 invånare per kvadratkilometer. Närmaste större samhälle är Arta, 17,4 km nordväst om Menídi. 